# Рабдоплеврові
Рабдоплеврові (Rhabdopleuridae) — родина крилозябрових напівхордових ряду Rhabdopleurida. Єдиний сучасний представник граптолітів.

## Опис
Це колоніальні сидячі тварини, що живуть у трубках (тубаріях), що пов'язані зі столоном. Живуть у чистій воді. У них одна статева залоза, зяброві щілини відсутні, на комірі є дві розгалужені щупальцеві руки.

## Роди
- ?†Archaeocryptolaria Chapman 1919
- ?†Haplograptus Ulrich & Ruedemann, 1931 ex Ruedemann 1933
- ?†Malongitubus Hu 2005
- ?†Sphenoecium Chapman & Thomas 1936
- ?†Yuknessia Walcott 1919
- †Calyxhydra Kozlowski 1959
- †Chitinodendron Eisenack 1937
- †Cylindrohydra Kozłowski 1959
- †Diplohydra Kozlowski 1949
- †Eorhabdopleura Kozlowski 1970
- †Epigraptus Eisenack 1941
- †Fasciculitubus Obut & Sobolevskaya 1967
- †Graptovermis Kozlowski 1938 ex Kozlowski 1949
- †Haliolophus Sars 1868
- †Idiotubus Kozłowski 1949
- †Kystodendron Kolowski 1959
- †Lagenohydra Kozlowski 1959
- †Palaeokylix Eisenack 1932
- †Palaeotuba Eisenack 1934
- †Rhabdopleurites Kozlowski 1967
- †Rhabdopleuroides Kozlowski 1961
- †Rhabdotubus Bengtson & Urbanek 1986
- †Sphenothallus Chapman 1917 non Hall 1847
- †Stolonodendrum Kozlowski 1938 ex Kozlowski 1949
- †Xenotheca Eisenack 1937
- Rhabdopleura Allman 1869